# Richard Cole
Richard Cole (Kensal Green, 2 gennaio 1946 – 2 dicembre 2021) è stato un imprenditore britannico.

## Biografia
Divenne famoso soprattutto per essere stato il tour manager dei Led Zeppelin dal 1968 al 1980. Prima del suo ingaggio con i Zeppelin, che fu di gran lunga la più duratura e significativa affiliazione di Cole, era già conosciuto nel mondo della musica, per aver occupato lo stesso ruolo con altre due storiche band quali Who e Yardbirds. Fu proprio durante gli ultimi anni degli Yardbirds che familiarizzò con Jimmy Page, che più tardi sarebbe andato a formare i Led Zeppelin.
Durante l'impiego presso i Led Zeppelin contribuì all'incremento dell'abitudine all'uso delle droghe di Jimmy Page, e dei problemi di alcolismo di John Bonham, essendo afflitto dagli stessi problemi. Non venne assunto come tour manager durante l'ultimo tour in Europa dei Led Zeppelin perché il manager del gruppo, Peter Grant, venne a conoscenza del suo abuso di alcol e droga. Richard Cole lavorò anche per Eric Clapton, Black Sabbath, Lita Ford, Ozzy Osbourne e Three Dog Night; ha fatto da manager per i Fem 2 Fem e andò in tour con Gipsy Kings, Crazy Town e Fu Manchu. Dallo scioglimento dei Led Zeppelin nel 1980, Cole contribuì ad un certo numero di biografie non ufficiali della band e scrisse un suo libro con Richard Trubo, Stairway to Heaven: i Led Zeppelin senza censure.